# Macau (Schiff)
Die Macau war eine 1988 gebaute und die einzige Nachbildung einer Lorcha, wie sie in der früheren portugiesischen Kolonie Macau verwendet wurde. Zunächst nutzte die Marinha Portuguesa sie als Schulschiff und zu Repräsentationszwecken, ab 1998 diente sie als privates Schulschiff und wurde 2018 abgewrackt.

## Geschichte
Nachdem portugiesische Auswanderer in Südafrika 1986 die Werft Samuel & Filhos mit dem Nachbau der Karavelle Bartolomeu Dias beauftragt hatten, um damit an die portugiesischen Umrundung Südafrikas 500 Jahre zuvor zu erinnern, kam in Macau eine ähnliche Idee auf. Dort fiel die Wahl auf den Nachbau einer Lorcha – ein Segelschiffstyp, der Mitte des 16. Jahrhunderts in Macau entwickelt wurde. Er verband einen europäischen Rumpf mit der chinesischen Dschunkenbesegelung und bot einen schnellen sowie wendigen Schiffstyp für die Frachtschifffahrt ebenso wie für die Marine.
Als Werft für den Bau der Lorcha wurde die Oficinas Navais de Macau in Macau ausgewählt. Diese Werft war Ende des 19. Jahrhunderts gegründet worden, um Marineschiffe zu warten und vor Ort benötigte Behördenschiffe bauen zu können. Zuvor musste jedoch erst Forschungsarbeit geleistet werden, da keine historischen Baupläne vorlagen. Die Spanten bestanden aus Stahl, die Beplankung aus Holz, die Aufbauten wurden aus Teakholz gefertigt. Der Stapellauf des Schiffes und der Taufe auf den Namen Macau fand im Juni 1988 statt, bei der Indienststellung durch die Marine im selben Jahr erhielt sie die Kennung UAM 202 (Unidade Auxiliar da Marinha), die für Hilfsschiffe der portugiesischen Marine gilt.
Die Jungfernfahrt führte in die japanische Stadt Tanegashima zum Fest Teppo-Matsuri (Schützenfest), das am 23./24. Juli 1988 gefeiert wurde und das an die erste Ankunft der Portugiesen im Reich der aufgehenden Sonne erinnert. Anschließend folgten Besuche in den Häfen Kagoshima, Nagasaki und Omura. In den nächsten Jahren führte die Marine mit der Macau weitere Ausbildungs- und Repräsentationsfahrten in Ostasien durch. Ziele waren die Volksrepublik China, erneut Japan sowie Indien, Singapur, Malaysia, Sri Lanka, Thailand und Vietnam.
Im Frühjahr 1998 wurde die Macau per Schiff nach Portugal transportiert. Auf der Expo 98, die vom 22. Mai bis zum 30. September 1998 in Lissabon stattfand, repräsentierte sie das kurz vor der Übergabe an China stehende portugiesische Überseegebiet Macau. Nach der Weltausstellung verblieb das Schiff in Portugal. Im September 1998 stellte die Marine die Macau außer Dienst und übergab sie zum 1. Oktober kostenlos an die Associaçao Portuguesa de Treino de Vela (Aporvela). Der Nationale Seglerverband nutzte das Schiff, um Jugendlichen das Segeln nahezubringen. Bereits drei Jahre später, 2001, verkaufte der Nationale Seglerverband das Schiff an die Fundações Oriente und an die Stanley Ho Foundation, die jeweils 50 Prozent hielten. Der Name Macau wurde beibehalten, auch verblieb die Lorcha in Portugal. Auch an den Aufgaben des Schiffes scheint es keine Änderungen geben zu haben.
Nachdem sich die Reparaturen an dem Schiff häuften, ein Verkauf oder Pläne, das Schiff an ein Museum zu spenden, gescheitert waren, wurde die Macau nach einer länger Aufliegerzeit schließlich im Mai 2018 in Portugal abgewrackt.

## Technische Daten
Die Macau war 26,52 Meter lang, 6,60 Meter breit und hatte einen Tiefgang von 3,00 Metern. Die Lorcha wies eine Verdrängung von 190 Tonnen auf und konnte an ihren drei Masten jeweils ein Segel setzen. Unter Segeln erreichte sie eine Geschwindigkeit von 10,0 Knoten. Zusätzlich war sie mit zwei Cummins-Dieselmotoren ausgestattet, die 300 PS leisteten und eine Geschwindigkeit von 9,0 Knoten ermöglichten. Die Besatzung bestand aus 13 Mann.